# Rio Gololcha
O rio Gololcha é um curso de água do leste da Etiópia.